# Solanum flexicaule
Solanum flexicaule là loài thực vật có hoa trong họ Cà. Loài này được Benth. miêu tả khoa học đầu tiên năm 1845.